# Карамай (місто)
Карамай (кит. спр. 克拉玛依市, піньїнь: Kèlāmǎyī Shì) — місто-округ в китайській автономії Сіньцзян; з усіх боків оточене Ілі-Казахською автономною областю, до складу якої не входить. 

## Географія
Карамай розташовується на півночі провінції на Джунгарській рівнині.

### Клімат
Місто знаходиться у зоні, котра характеризується кліматом тропічних пустель. Найтепліший місяць — липень із середньою температурою 26.7 °C (80 °F). Найхолодніший місяць — січень, із середньою температурою -15 °С (5 °F).
| Клімат Карамая          | Клімат Карамая | Клімат Карамая | Клімат Карамая | Клімат Карамая | Клімат Карамая | Клімат Карамая | Клімат Карамая | Клімат Карамая | Клімат Карамая | Клімат Карамая | Клімат Карамая | Клімат Карамая | Клімат Карамая |
| Показник                | Січ.           | Лют.           | Бер.           | Квіт.          | Трав.          | Черв.          | Лип.           | Серп.          | Вер.           | Жовт.          | Лист.          | Груд.          | Рік            |
| Середній максимум, °C   | −11            | −7             | 5              | 18             | 26             | 31             | 33             | 31             | 25             | 14             | 2              | −7,2           | 13             |
| Середня температура, °C | −15            | −12            | 0              | 12             | 20             | 25             | 27             | 26             | 19             | 9              | −1             | −11            | 8              |
| Середній мінімум, °C    | −19            | −17            | −4             | 7              | 14             | 19             | 22             | 20             | 14             | 5              | −4             | −14            | 3              |
| Норма опадів, мм        | 3              | 2              | 4              | 7              | 13             | 15             | 24             | 17             | 8              | 5              | 5              | 5              | 108            |
| ----------------------- | -------------- | -------------- | -------------- | -------------- | -------------- | -------------- | -------------- | -------------- | -------------- | -------------- | -------------- | -------------- | -------------- |
| Джерело: Weatherbase    |                |                |                |                |                |                |                |                |                |                |                |                |                |